# Bakloh
Bakloh é uma cidade no distrito de Chamba, no estado indiano de Himachal Pradesh.

## Demografia
Segundo o censo de 2001, Bakloh tinha uma população de 1809 habitantes. Os indivíduos do sexo masculino constituem 55% da população e os do sexo feminino 45%. Bakloh tem uma taxa de literacia de 83%, superior à média nacional de 59,5%; com 57% para o sexo masculino e 43% para o sexo feminino. 10% da população está abaixo dos 6 anos de idade.